# Droits LGBT en Côte d'Ivoire
Les personnes lesbiennes, gays, bisexuels et transgenres (LGBT) en Côte d'Ivoire font face à des problèmes légaux que n'ont pas les citoyens non-LGBT.

## Législation
Les actes homosexuels n'y sont pas illégaux. Il n'y a pas dans le pays, une reconnaissance juridique des couples homosexuels. Le gouvernement ne reconnaît pas le mariage homosexuel et il n'y a pas de loi anti-discrimination protégeant les personnes LGBT. En Côte d'Ivoire la stigmatisation et le rejet des LGBT dans les centres de santé est une réalité, bien que le pays fait figure de « refuge », comparé à d'autres pays de la région où l'homosexualité est illégale.
Il faut signifier aussi que des journaux locaux à travers des propos homophobes incitent à la haine envers les minorités sexuelles.
Le 28 octobre 2021, le gouvernement dépose un projet de loi contre les discriminations visant les femmes et les homosexuels, mais après son examen par l'Assemblée nationale, la mention concernant les homosexuels est retirée.

## Conditions de vie
Le rapport des droits de l'homme des États-Unis en 2010 a constaté que « la stigmatisation de la société pour les personnes lesbiennes, gays, bisexuelles et transgenres (LGBT) est généralisée, et le gouvernement n'a pas agi pour y faire face au cours de l'année. Il y avait peu d'organisations LGBT dans, la principale ONG représentant la communauté LGBT, opéraient librement, mais le gouvernement a exigé de l'organisation de modifier ses statuts pour y inclure les membres non-LGBT avant que le statut de l'organisation soit officiellement approuvé ». Le rapport a également constaté qu'« il n'y avait pas de discrimination officielle fondée sur l'orientation sexuelle en matière d'emploi, le logement, l'apatridie, ou l'accès à l'éducation ou les soins de santé. Cependant, les hommes gais ont été roués de coups, l'emprisonnement, la violence verbale, l'humiliation, et l'extorsion par la police, les gendarmes et les membres des forces armées ».
Une campagne de dénigrement « Non aux woubis ! » a lieu sur les réseaux sociaux en août 2024,, et plusieurs dizaines d'agressions homophobes sont recensées par les associations LGBTQ+ locales,.

## Mouvement LGBT en Côte d'Ivoire
En 2023 l'association Gromo a organisé pour la troisième année consécutive à Abidjan le 13 mai 2023 Awawalé, un festival destiné aux personnes LGBT,.
En 2023 également est lancé Meleagbo, le premier magazine LGBT par l'association Gromo, dont Emmanuel Namien devient le rédacteur en chef.

## Tableau récapitulatif
| Homosexualité légale                                                                | Oui |
| Majorité sexuelle identique à celle des hétérosexuels                               | Non |
| Interdiction des discours de haine contre les LGBT                                  | Non |
| Interdiction de la discrimination liée à l'orientation sexuelle à l'embauche        | Non |
| Interdiction de la discrimination liée à l'identité de genre dans tous les domaines | Non |
| Mariage civil ou partenariat civil.                                                 | Non |
| Adoption conjointe dans les couples de personnes de même sexe                       | Non |
| Adoption par les personnes homosexuelles célibataires                               | Non |
| Droit pour les gays de servir dans l’armée                                          |     |
| Droit de changer légalement de genre (après stérilisation)                          | Non |
| Gestation pour autrui pour les gays                                                 | Non |
| Accès aux FIV pour les lesbiennes                                                   | Non |
| Autorisation du don de sang pour les HSH                                            | Non |